# بنغردية
بُنْغَرْدْيَة (الاسم العلمي: Bongardia)، مجموعة نباتات من فصيلة البرباريسية وصفت بأنها جنس في 1831. هناك نوع واحد فقط من الأنواع المعروفة في هذه الجنس، بنغردية ذهبية (Bongardia chrysogonum)، هي نباتات أصلية في شمال أفريقيا، اليونان، والشرق الأوسط والشرق الأقصى وباكستان.